# Schachbrettmuster

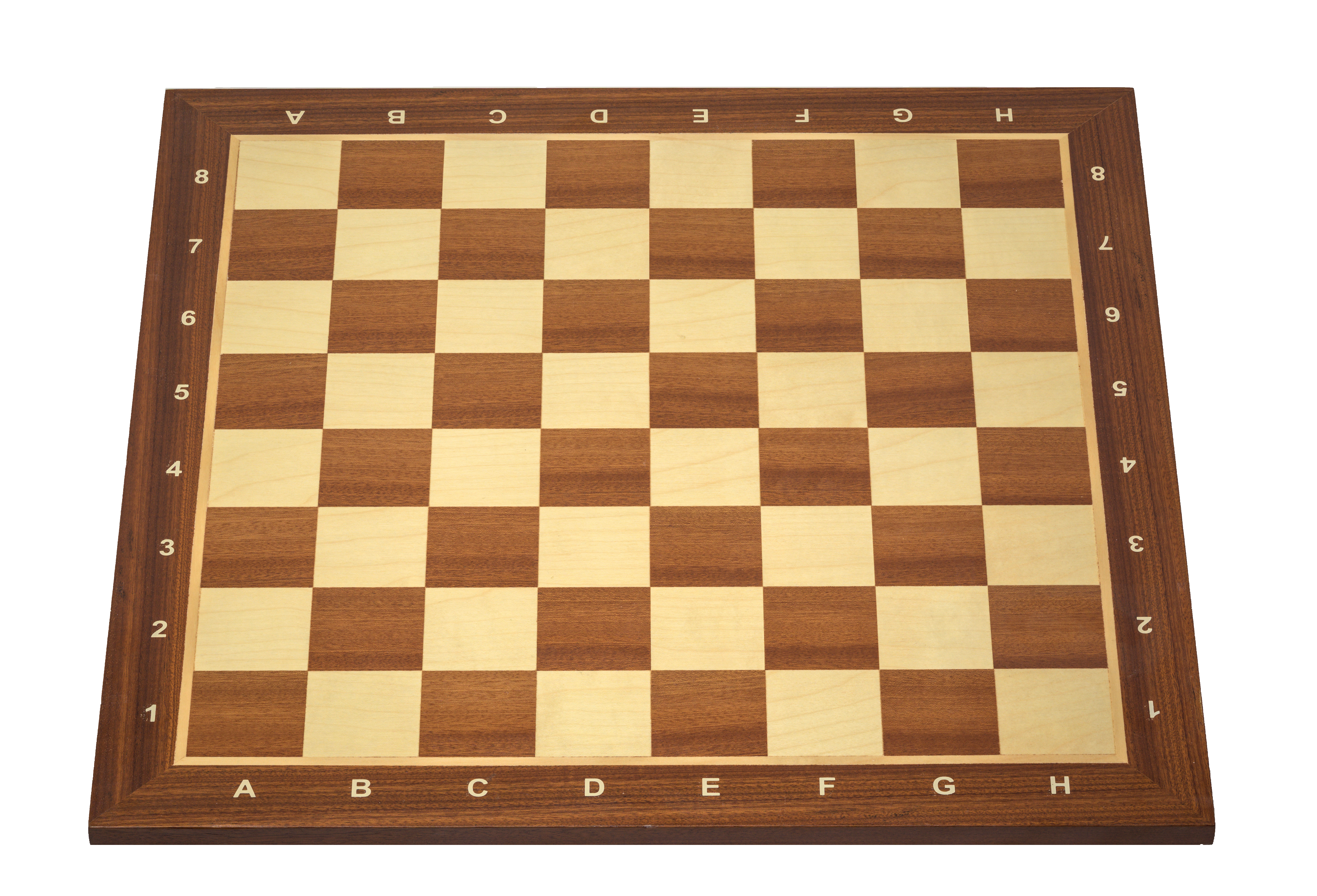
Ansicht eines Schachbretts

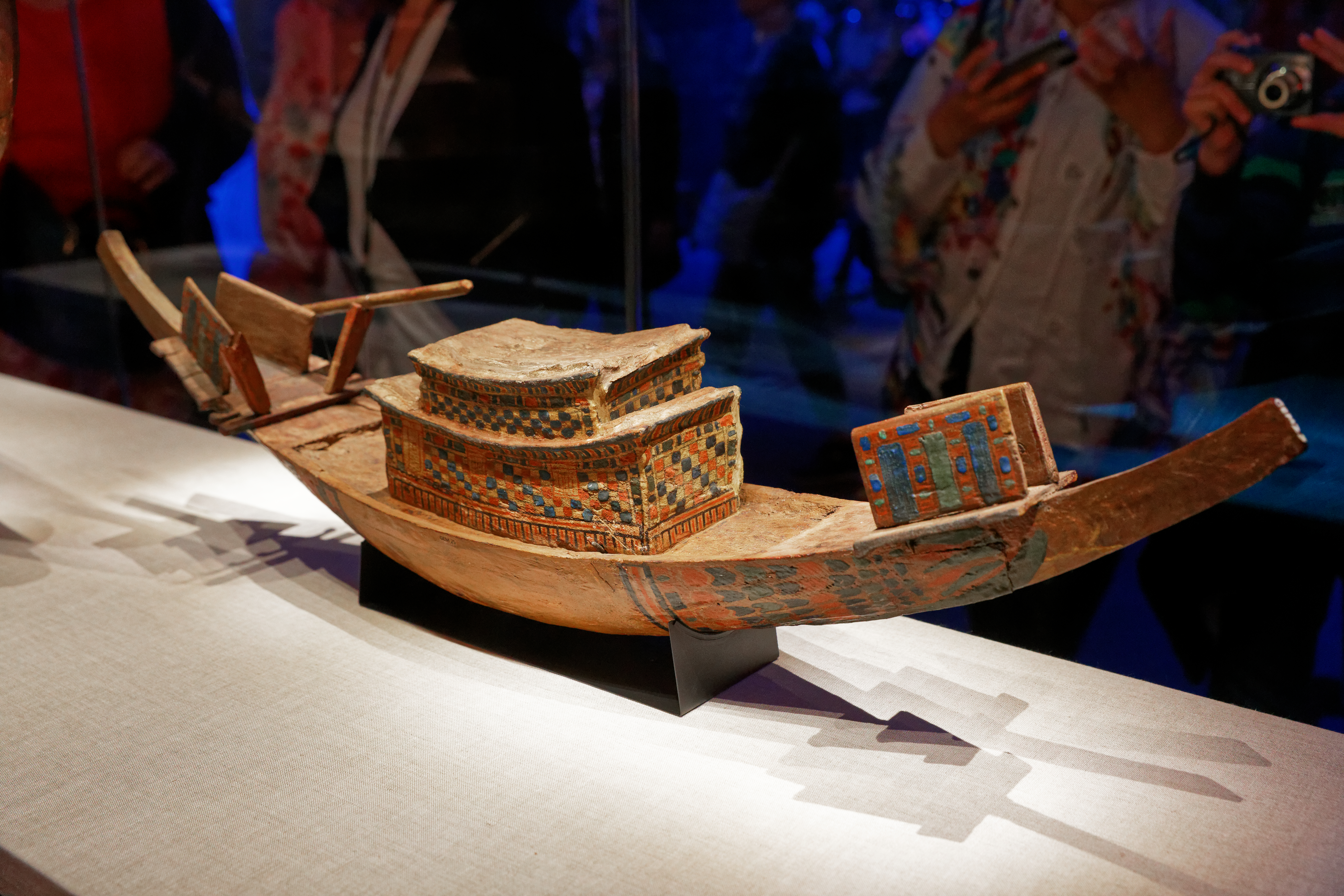
Schachbrettmuster im Außendekor einer Bootshütte aus dem Grabschatz Tutanchamuns (um 1325 v. Chr.)

Ein Schachbrettmuster ist ein flächiges geometrisches Muster, das im Allgemeinen aus Quadraten oder Rauten mit abwechselnden Farben besteht.

## Arten
Das einfachste Schachbrettmuster besteht aus sich regelmäßig wiederholenden schwarzen und weißen bzw. hellen und dunklen Quadraten. Eine Abwandlung davon hinsichtlich der auftretenden Farben ist ein regelmäßiges Muster aus Quadraten in dem mehr als zwei Farben vorkommen. Sich regelmäßig wiederholende Muster aus Rauten, Dreiecken oder anderen Figuren (wie z. B. bestimmte Muster von M. C. Escher) können als verallgemeinerte Schachbrettmuster betrachtet werden.

## Geschichte

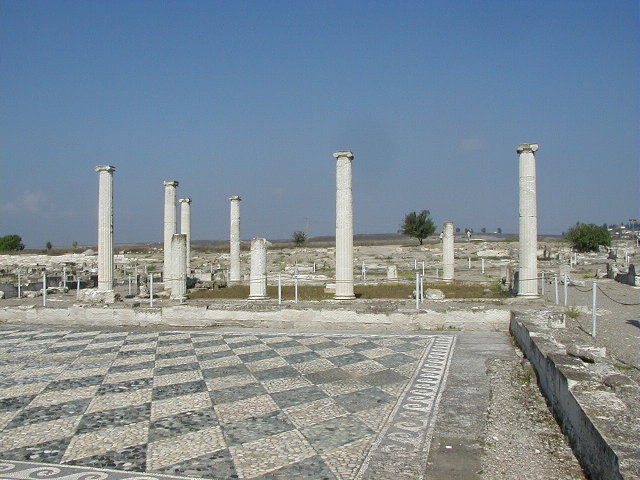
Schachbrettmuster (Rauten) auf einem griechischen Fußbodenmosaik, Pella, Makedonien (3. Jh. v. Chr.)

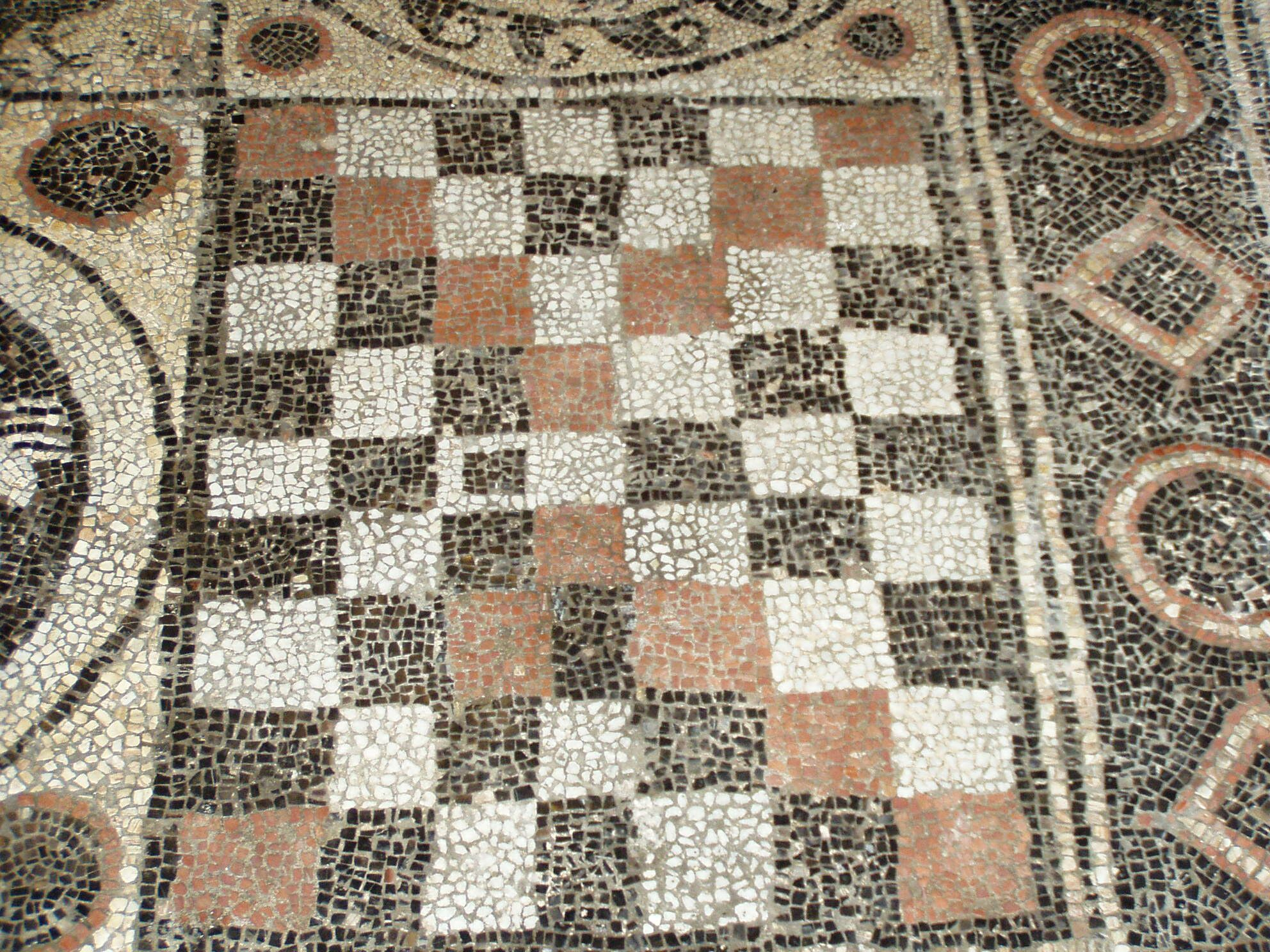
Dreifarbiges Schachbrettmuster mit 7×9 Feldern auf einem römischen Fußbodenmosaik, Teurnia, Kärnten (3. Jh. n. Chr.)

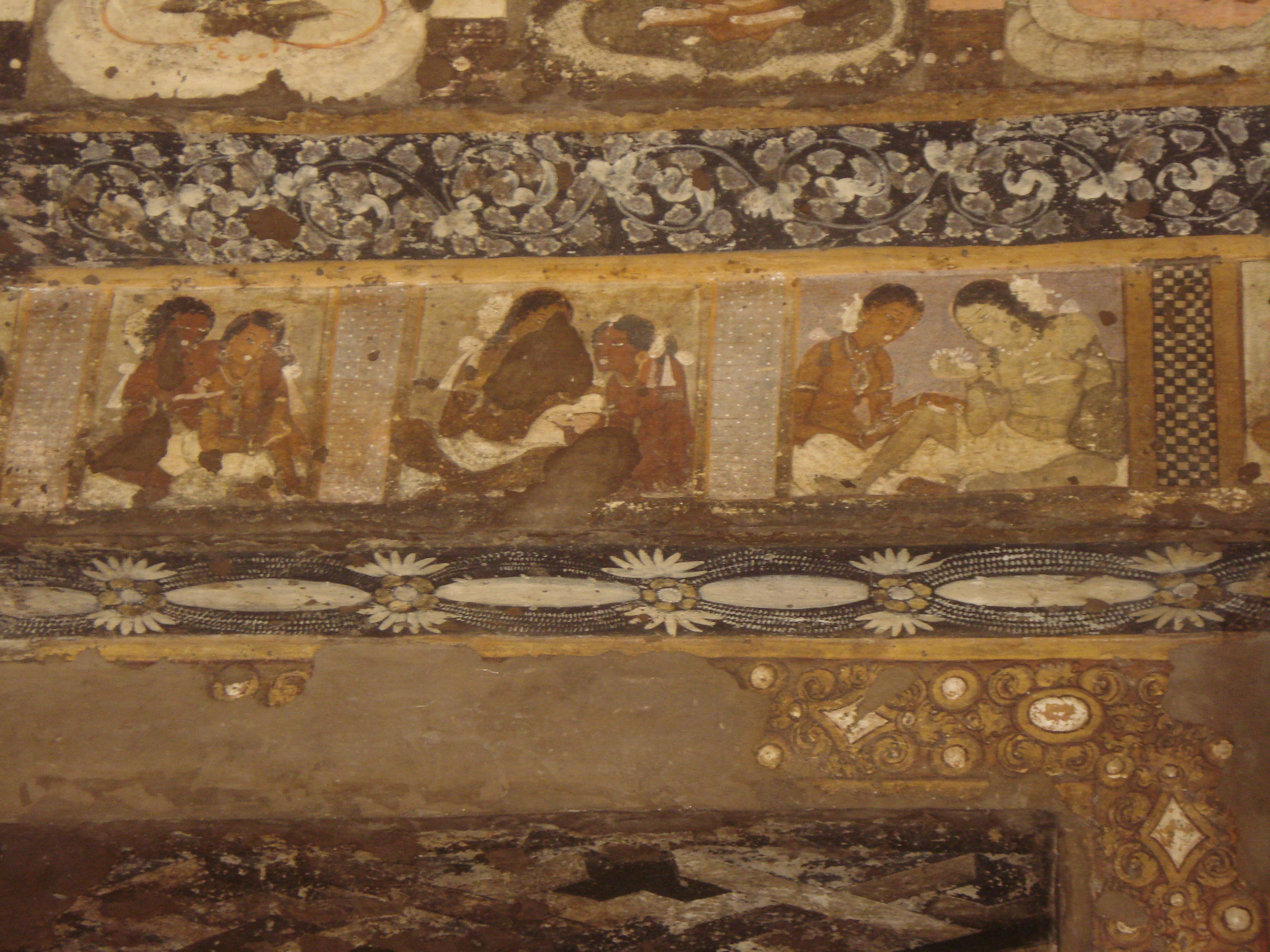
Schachbrettmuster auf einem indischen Wandbild, Ajanta, Madhya Pradesh (Höhle XVII; 4. Jh.)

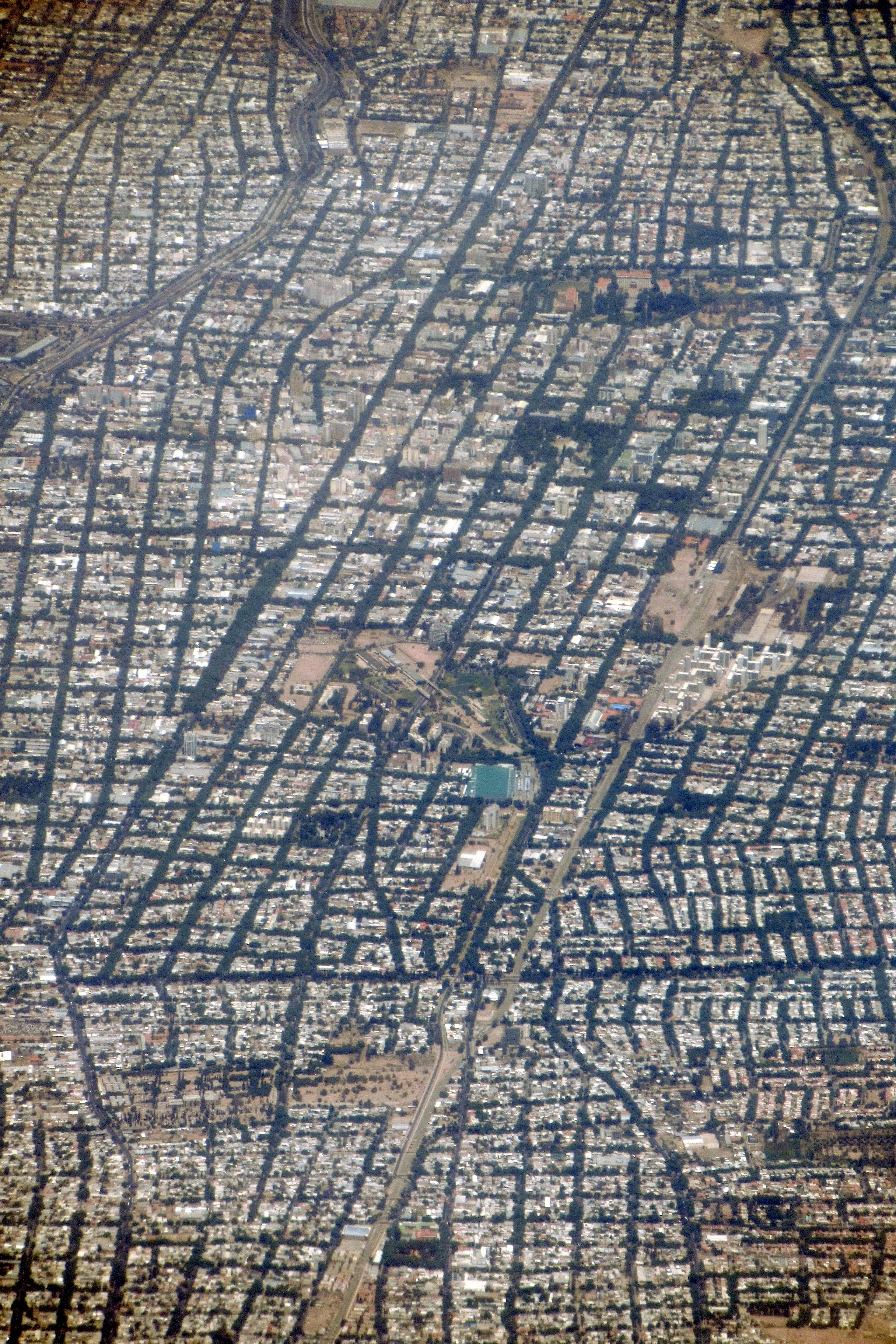
Das Schachbrettmuster als Konzept der Stadtplanung in Mendoza, Argentinien

Schachbrettmuster finden sich bereits in der altägyptischen Kunst, auf vorklassischen griechischen Vasen des geometrischen Stils oder in antiken griechischen und römischen Fußbodenmosaiken. Die ursprüngliche Beliebtheit dieses Dekormotivs hat jedoch nichts mit dem zur damaligen Zeit noch unbekannten Schachspiel zu tun; sehr wahrscheinlich leitet sich dieses Motiv aus älteren Flecht- und Webmustern ab.
Mit der Erfindung und schnellen Verbreitung des Schachspiels jedoch nahm die Beliebtheit von Schachbrettmustern rapide zu.
Im Mittelalter finden sich Rauten- oder Schachbrettmuster als Hintergrundgestaltung (z. B. am Dreikönigsschrein im Kölner Dom) oder auch an Kirchenfassaden (z. B. St-Julien in Chauriat). An mittelalterlichen Kirchen im südlichen Ostseeraum und entlang der Oder finden sich rätselhafte Schachbrettsteine. Auch die der romanischen Baukunst so beliebten Klötzchenfriese können als – dreidimensionale – Schachbrettmuster verstanden werden.

## Symbolik
Eindeutige Feststellungen zu einer möglichen Symbolik von Schachbrettmustern gibt es nicht. Doch gehören Schachbrettmuster wie auch Klötzchenfriese im weiteren Sinne zu den Netz- und Gitterformen, die – je nach Region – mit unheilabwehrenden (apotropäischen) Kräften in Zusammenhang gebracht werden. Vor allem die vorrangige Anbringung von Schachbrettmustern an Außenwänden, Gebäudeecken, Dachtraufen etc. kann als Hinweis für eine solche Interpretation dienen.

## Verwendung
- Wegen ihrer leichten optischen Identifizierbarkeit fanden Schachbrettmuster in mittelalterlichen Landsknechtsuniformen, schottischen Tartans etc. sowie in der Heraldik häufige Verwendung (siehe Geschacht).
- Ein praktisches Anwendungsfeld ist der Bereich des maschinellen Sehens, da sich Schachbrettmuster zur Kalibrierung von Kameras eignen und mit Schachbrettmustern versehene Objekte eine vergleichsweise einfache Bestimmung der Orientierung des Objekts relativ zur Kamera erlauben. In diesem Anwendungsbereich wird häufig auch der amerikanische Begriff Checkerboard verwendet.
- Systematisch angelegte Städte (besonders in den USA, beispielsweise in Manhattan) besitzen auch nach Schachbrettmuster angelegte Straßen (englisch grid pattern), die nach Straßen und Avenues gegliedert sind und numerisch geordnete Straßennamen besitzen.

## Beispiele
- Ein rot-weißes Schachbrettmuster gilt als Nationalsymbol der Kroaten und prägt das Staatswappen, die Šahovnica.
- Der Freistaat Bayern trägt ebenfalls ein schachbrettähnliches Muster in der Flagge (Rautenflagge).
- Das Schachbrettmuster ist auch Symbol der auf Jamaika entstandenen Tanzmusik Ska.
- Im Motorsport (z. B. Formel 1) signalisiert die entsprechende Flagge das Ende des Rennens.
- Im Vereinswappen und im Trikot des portugiesischen Fußballklubs Boavista Porto findet sich ein schwarz-weißes Schachbrettmuster.
- Manche Schornsteine sind mit mehreren rot-weißen Schachbrettmustern als optisch hervorstechende Luftverkehrshindernisse gekennzeichnet.
- In Deutschland waren früher manche Haltestellen des öffentlichen Nahverkehrs im Schachbrettmuster gefliest, siehe Haltestelle#Schachbrettmuster
- Das Verkehren von Wintersportsonderzügen wurde örtlich mit einer entsprechenden Fahne am Abgangsbahnhof bekannt gegeben.

## Galerie

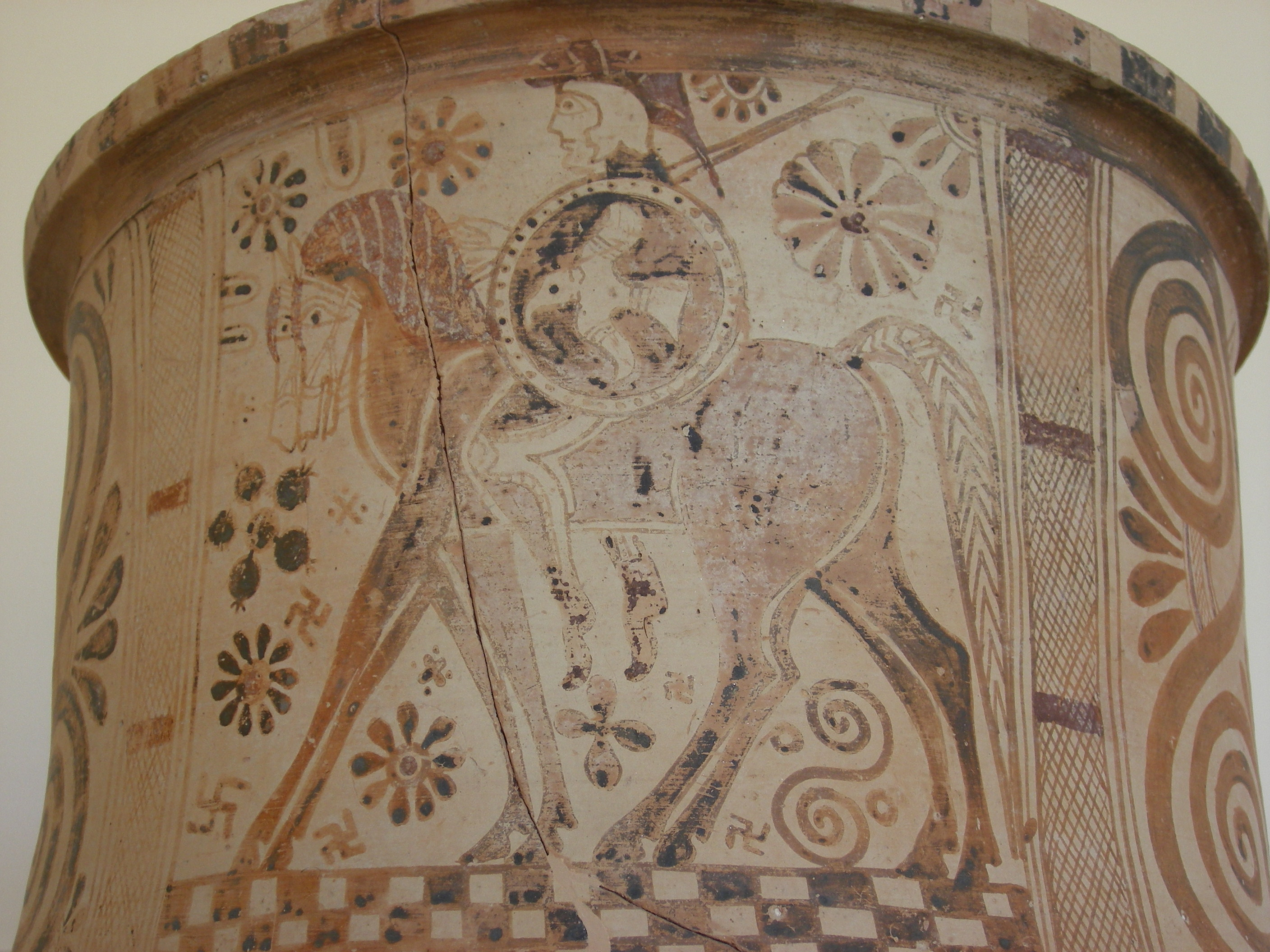
Melische Prunkamphora mit Schachbrettmuster
Regelmäßiges Schachbrettmuster
Unregelmäßiges buntes Schachbrettmuster
Vereinswappen des Klubs Boavista Porto
Bayerische Rautenflagge
Schlussflagge im Autorennsport
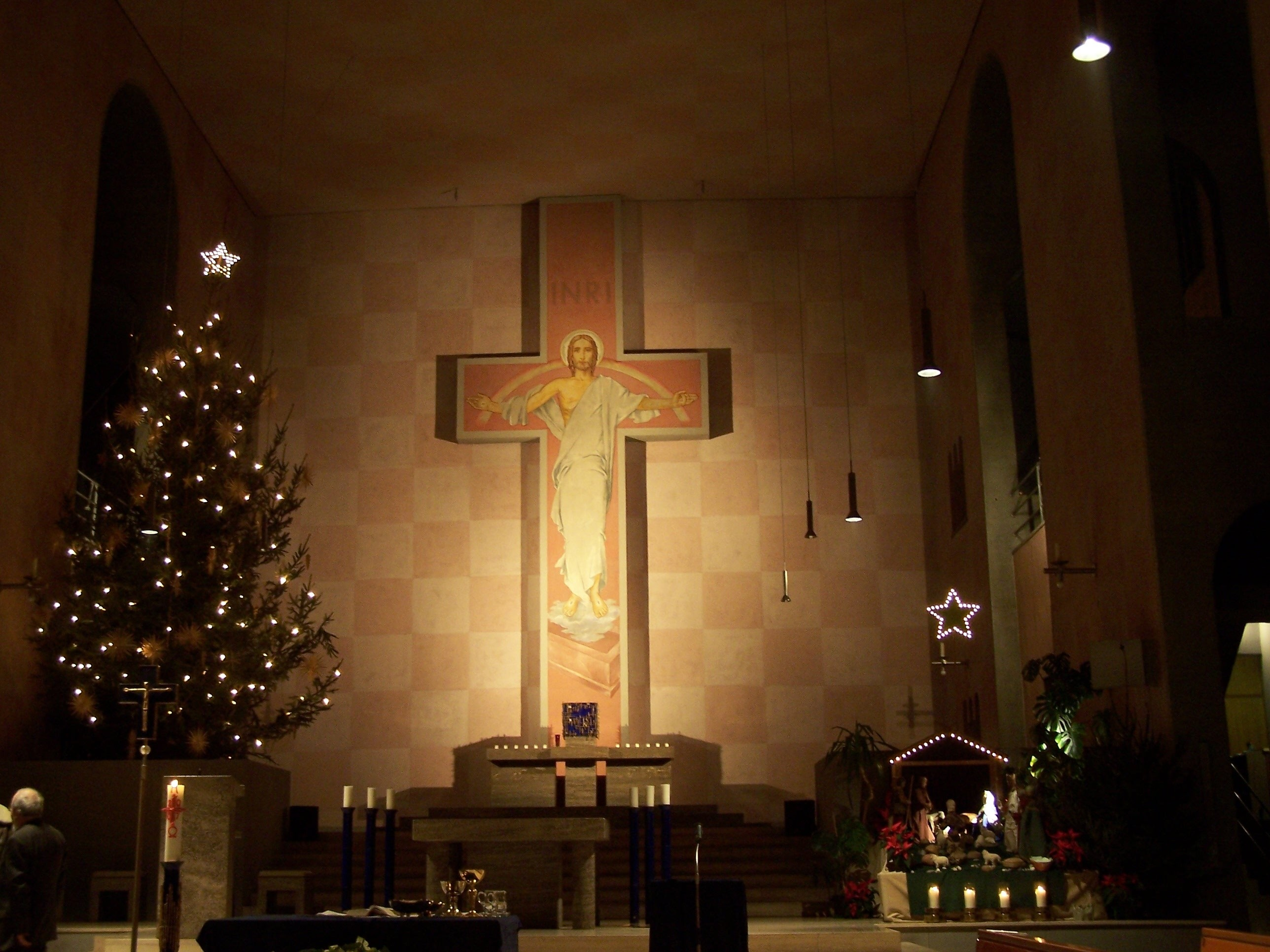
Schachbrettmuster in der Heilig-Kreuz-Kirche in Frankfurt-Bornheim
Logo von Ralston-Purina
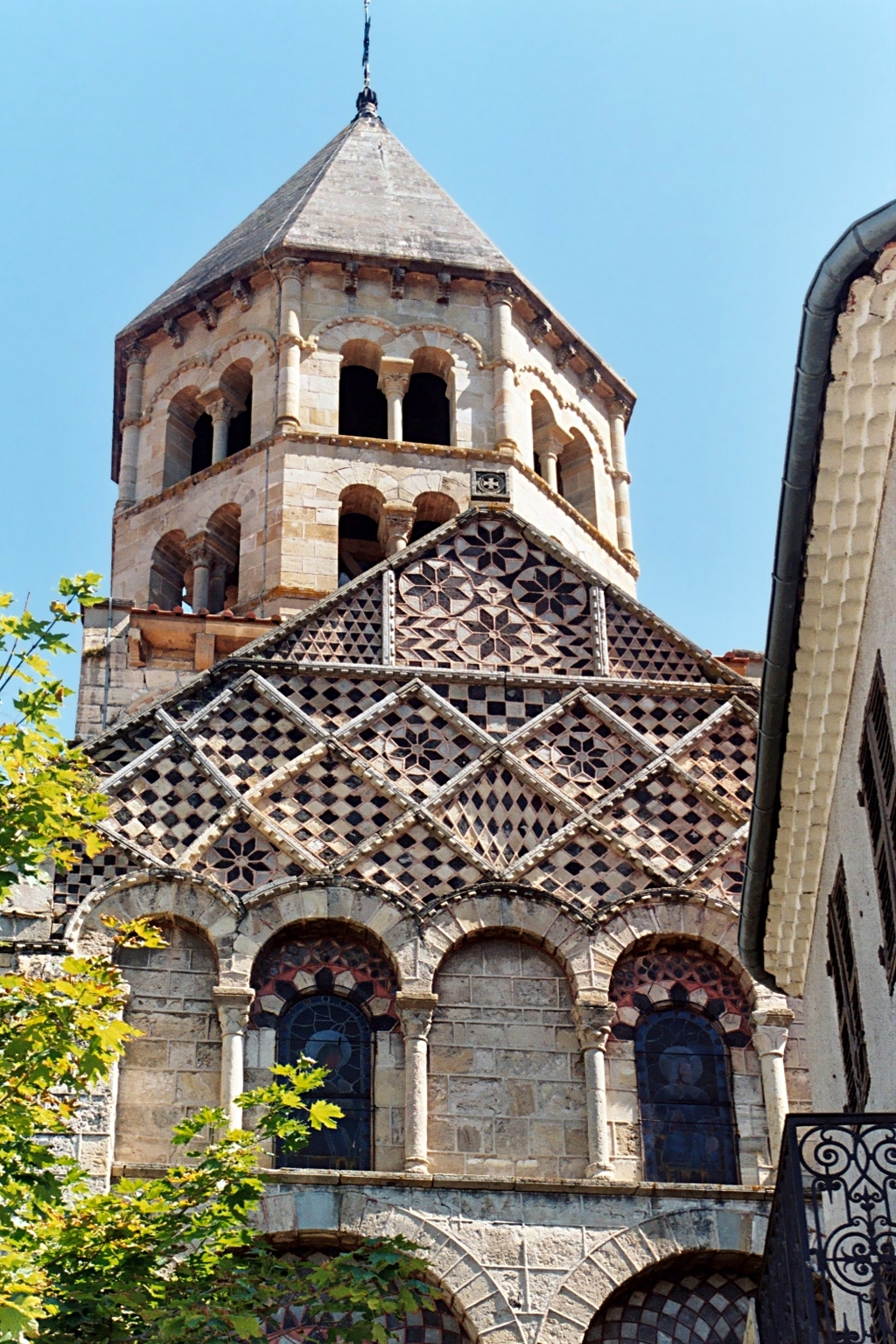
Schachbrettmuster an der Kirche St-Julien in Chauriat
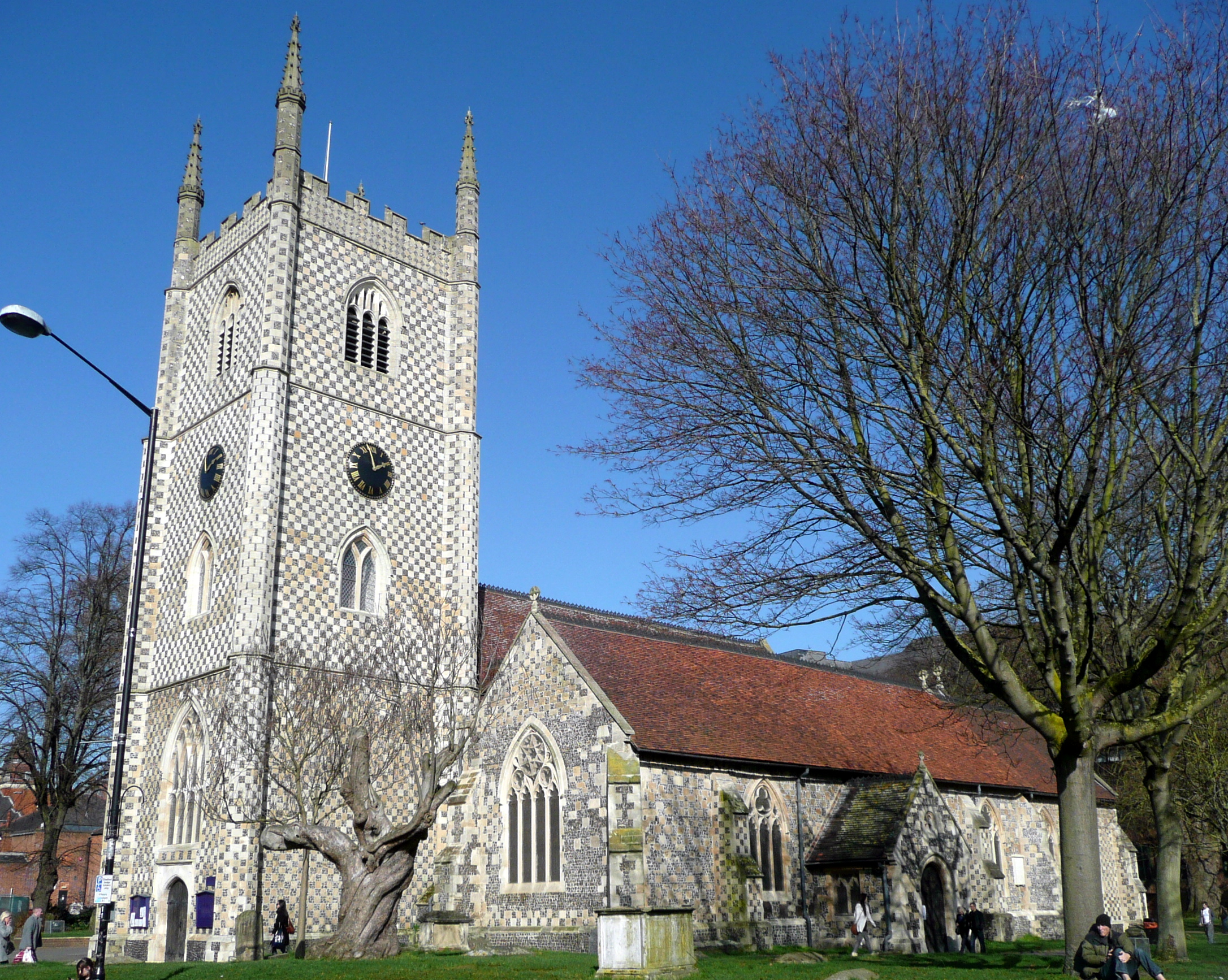
Reading Minster, England